# 卡恩氏厚唇雅羅魚
卡恩氏厚唇雅羅魚（学名：Erimystax cahni）为輻鰭魚綱鯉形目雅羅魚科厚唇雅羅魚屬的其中一種，被IUCN列為瀕危保育類動物，分布於北美洲美國田納西州田納西河上游流域，棲息在水流湍急的礫石激流，屬肉食性，體長可達9.4公分。

## 扩展阅读
維基物種上的相關：卡恩氏厚唇雅羅魚